# ZAQ
Pour les articles homonymes, voir ZAQ (homonymie).
ZAQ, née le 16 mars 1988 dans la préfecture de Kagoshima, est une chanteuse japonaise.

## Discographie

### Album studio
- 2014: NOISY Lab.

### Singles
- 2012: Sparkling Daydream
- 2013: Alteration
- 2013: Gekijouron
- 2013: Extra Revolution
- 2014: VOICE
- 2014: OVERDRIVER
- 2014: Seven Doors
- 2015: Philosophy of Dear World
- 2016: hopeness
- 2018: Caste Room
- 2022: Dance In The Game
- 2024: Minor Piece